# Ernest Cœurderoy
Pour les articles homonymes, voir Cœurderoy.
Ernest Cœurderoy (Avallon, 22 janvier 1825 – Chêne-Thônex,, 21 octobre 1862), est un docteur en médecine qui fut un journaliste révolutionnaire et un écrivain libertaire français. Il vécut en exil la plus grande partie de sa vie et se suicida.

## Biographie

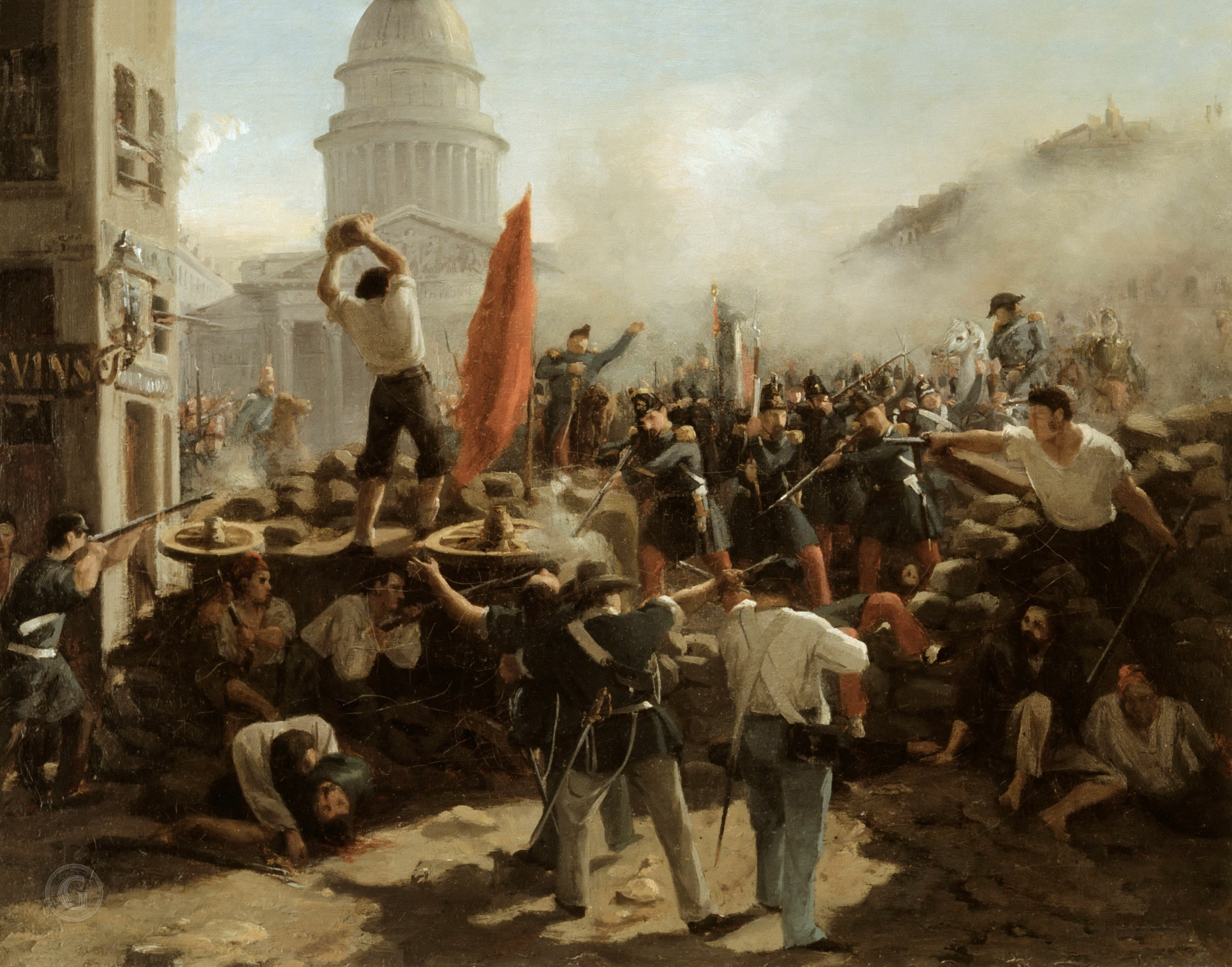
Barricade dans la rue de Soufflot, à Paris, le 25 juin 1848 par Horace Vernet.

Jean Charles Ernest Cœurderoy est le fils de Charles Cœurderoy, docteur à Avallon et militant démocrate-socialiste et de Marie-Césarine Baillot. Il est issu d'une branche de la famille bourguignonne Cœurderoy,, que l'on trouve au XVIe siècle à Vassy-sous-Pisy dans l'Yonne avec François Cœurderoy, notaire à Vassy en 1594
.
Après des études à Tonnerre (Yonne), il va faire sa médecine à Paris (1842-1845) et devient interne des hôpitaux de Paris en 1845.
Il entre dans la vie politique en 1848, professant après les journées de juin des « opinions révolutionnaires socialistes intransigeantes ». Il ne se remettra jamais de l’échec de février 1848 et du sang ouvrier versé sur les barricades de juin.
Après la manifestation du 13 juin 1849, il doit s'enfuir en Suisse et est condamné par contumace par la Haute Cour de Versailles à la déportation. Expulsé de Suisse en 1851, puis de Belgique, il décrit plus tard cette expérience dans Jours d'exil. Il réside ensuite deux ans en Grande-Bretagne.
En septembre 1852, paraît De la révolution dans l'homme et dans la société. En 1853, il part pour l'Espagne et, en 1854, pour l'Italie, où il publie, à Turin, Hurrah !!! ou la Révolution par les Cosaques. Le 6 mai 1855, à Leugny, il épousa Marie Justine Rampont (1835-1892), la fille de Germain Rampont-Léchin, ancien représentant démocrate de l'Yonne à la Constituante. Pendant ces années d'exil, il consacra l'essentiel de son temps à des activités littéraires. D'autres livres annoncés ne seront jamais publiés. Malade, il se déplaça encore en Europe pour se faire le propagandiste de la Fraternité et de la résistance à l'oppression. Installé en Suisse, dans le canton de Genève, et malade depuis assez longtemps, il s'y suicida en 1862 dans une crise de dépression nerveuse ou de folie, après avoir refusé l'amnistie de 1859.
Cœurderoy était en fait un solitaire. Il combattait vivement les chefs républicains et socialistes dont il rendait les ambitions et les dissensions responsables de la défaite de la révolution de 1848. Placé sous la triple influence de Charles Fourier, de Pierre Leroux et de Proudhon, son système était une « synthèse de collectivisme et de mutuellisme libertaires ». Il réclamait la propriété collective des moyens de production, le libre accès pour tous aux instruments de travail, la propriété individuelle et l'échange mutuel des produits du travail.
Aujourd’hui connu seulement des spécialistes de la période tourmentée qui suivit la révolution de 1848, Cœurderoy fut pourtant l’un des précurseurs de l’anarchisme. Ayant fait sien le parti des révolutionnaires vaincus, il dut fuir son pays, exil douloureux qui le contraint à vivre en proscrit. L’histoire est écrite par les vainqueurs et l’on eut tôt fait de l’oublier. Son œuvre n’en est pas moins celle d’un vibrant héritier des Lumières préoccupé de la question sociale, celle d’un républicain intransigeant et d’un sombre visionnaire.

## Hurrah! Ou la révolution par les cosaques(1854)
Dans son ouvrage Hurrah ! Ou la révolution par les cosaques, paru en 1854, il écrit d'une manière poétique et excessive avec des accents millénaristes, et envisage aussi l’avènement d’une société nouvelle grâce au déferlement des barbares, des slaves et des cosaques contre la civilisation.
Cette œuvre peut s'inscrire dans le courant de « l'anarchisme romantique », alliant un certain vitalisme, où sont louées les forces de la vie et celles de la destruction, à une sorte de millénarisme à la fois apocalyptique et rédempteur.

Dans son ouvrage, Ernest Cœurderoy écrit ceci au sujet de l'arrivée des Slaves : 
« Quand viendront les Cosaques, les beaux Slaves exempts de préjugés, ils liront mes livres et les feront lire à leurs enfants, et diront : Cet homme voyait clair ! Et l’Invasion détruira par le fer de sa lance les barrières intellectuelles qui séparaient les nations ; dans ses bras géants elle prendra tous les hommes et les poussera les uns contre les autres. Et l’Idée frémissante, indomptée, suivra les peuples en marche, les peuples libres d’épouvantements ! Pazienza ! La dernière heure des nuits est toujours la plus noire. Le bruit de la tempête est loin derrière moi. Le Printemps nous apporte dans les plis de sa robe la fraîcheur et le murmure des ruisseaux argentés. À l’Orient s’élève la fanfare des trompettes ; le canon gronde dans les monts sourcilleux ; le coursier d’Ukraine a bondi sous son cavalier qui chante : Salut au jour naissant !! »

## Jours d'Exils (1854-1855)
Œuvre la plus imposante de sa part retrouvé à ce jours, Jours d'Exils est à la fois une autobiographie, un long recueil de poèmes en prose ainsi qu'un essai politique. Exposant ses idées, décrivant ses voyages, décrivant ses sentiments et ressentiments sur tel ou tel sujets ou évènements, il parle d'une manière souvent exaltés et poétiques, ce qui sera de plus en plus prononcés au fil du livre, et manifestant tantôt des épisodes de dépressions, de joie, d'exaltations de paysages, de déclamations contre l'autoritarisme, de textes politiques.
Le livre est divisé en deux parties, toutes deux qu'il aura publié clandestinement à Londres en 1855 et sera l'une des dernières et plus récentes traces écrites retrouvés de l'auteur. Il prévoyait d'écrire une troisième partie mais celle-ci ne fut jamais retrouvée, et on ne sait pas s'il a pu l'écrire ou si l'unique manuscrit ou les rares copies ont été détruites.
Republier par les historiens Max Nettlau et Jacque Gross dans les années 1910, Coeurderoy était avant cela oublié après sa mort, ses écrits n'était connu que parmi les anarchistes l'ayant connu ou ayant correspondu avec lui de son vivant.

### Un proto-animaliste
Parmi ces textes les plus connu a ce jours figure "De la Corrida", de son titre complet "La corrida del toros en Madrid". Ce chapitre des Jours d'Exils, souvent réédité indépendamment du reste du livre, est parfois cités comme un texte de défense de la cause animal parmi les militants et penseurs libertaires. Dans ce texte, il fait état des spectacles de Corrida auquel il a été spectateur, de son dégoût, et de la lâcheté de ce spectacle qu'il considère comme inégal et profondément injuste pour le taureau et préférant ouvertement une victoire de ce dernier et la mise à mort du toréador.
Également, dans son autre chapitre, plus court, Le ranz des vaches, ode au paysage suisse, il exprime sa volonté de mettre fin à la mise à mort des vaches qui paître dans les prairies et évoque les obligations économiques des paysans pour envoyer leurs bêtes à l'abattoir.

Cependant, il n'est pas non plus un antispéciste résolu, dans les mêmes textes, dans une époque avant l'avènement du tracteur, il ne s'oppose pas à l'usage des animaux dans les exploitations, à la production de lait ni même aux spectacles de joutes usant d'animaux. Il est opposé à leurs mise à morts, au sang qui coule, à l'inégalité et l'injustice des combats, dans sa vision, l'animal doit être utilisé par exemple pour le travail des champs mais ne doit subir aucun coup, ne doit pas être abattu, souhaite que l'alimentation devienne progressivement exclusivement végétal.
Que l’homme presse le buffle dans les savanes ; qu’il enroule le fort lacet autour de ses jambes agiles ; qu’il attache à ses cornes des rameaux de laurier-rose et le ramène en triomphe dans sa maison. Puis, qu’il en fasse le compagnon de ses travaux, qu’il ne l’excède pas de fatigue, qu’il ne le mutile pas, qu’il sache l’exciter autrement que par des coups et des mauvais traitements, et qu’il se montre reconnaissant envers lui des richesses que son labour fait naître.

Alors l’animal, traité avec bonté, deviendra plus robuste et plus beau ; aux trésors de l’homme il ajoutera chaque année ses jeunes générations ; bien soigné, jouissant d’un sort tranquille, il ne regrettera pas la subsistance précaire qu’il trouvait à grand peine dans l’état sauvage. Sans se montrer barbare, l’homme aura acquis de la sorte un associé qui lui est indispensable.

### L'espérance en une humanité nouvelle et émancipée et l'anti-nationalisme
De manière général, Ernest Coeurderoy  fait une véritable apologie de cette violence destructrice venant de l’Orient, qui contribuerait ainsi à émanciper l'humanité. Selon Cœurderoy, la destruction reste cependant un préalable à la reconstruction d’un nouveau monde acquis aux principes d’un humanisme libertaire. Dans la première partie ses Jours d'Exil, il y écrit ceci : 
« Il n’y aura place au soleil pour tous les peuples et pour tous les individus que lorsque les gouvernements et les circonscriptions territoriales auront disparu. Dans les âges futurs, il n’y aura plus qu’une seule nation, l’HUMANITÉ, et qu’un seul citoyen, l’HOMME, libre de s’associer avec tel ou tel groupe de ses semblables, sans y être contraint par la naissance, le hasard des batailles ou le bon plaisir de ceux qui commandent. »

## Divers
La médiathèque de la ville de Tonnerre dans l'Yonne, inaugurée en décembre 2012, porte le nom de médiathèque Ernest Cœurderoy.

## Œuvres
- La barrière du combat, ou Dernier grand assaut qui vient de se livrer entre les citoyens Mazzini, Ledru-Rollin, Louis Blanc, Étienne Cabet, Pierre Leroux, Martin Nadaud, Malarmet, A. Bianchi (de Lille) et autres hercules du nord , Bruxelles, 1852. Réédité 2020 avec présentation d'Alain Thévenet.Atelier de création libertaire
- De la révolution dans l'homme et dans la société, 1852.
- Jours d'exil, première partie, 1854.
- Trois lettres au journal « L'Homme », organe de la démagogie française à l'étranger, Londres, 1854.
- Hurrah !!! ou la Révolution par les Cosaques, 1854 ; rééd. Paris, Editions Plasma, coll. Table rase dirigée par Roger Langlais, préface de Jacques Le Glou, 1977, 481 p.; et Grenoble, Éditions Cent Pages, 2000  (ISBN 2-906724-60-2)
- Jours d'exil, deuxième partie, 1855.
- Jours d’Exil, Stock, 3 tomes, Paris, 1910-1911 ; en partie réédité, avec une préface de Arthur Bernard, Grenoble, Éditions Cent Pages, 2003  (ISBN 2-906724-76-9)
- Pour la Révolution précédé de Terrorisme ou Révolution par Raoul Vaneigem, Paris, Editions Champ Libre, coll. Classiques de la Subversion, 1972.
- De la corrida, (extrait de Jours d'exil), préface de Alain Thévenet, Atelier de création libertaire, 2003, « notice éditeur ».
- De la corrida, (extrait de Jours d'exil), préface de François L'Yvonnet, coll. Carnets de l'Herne, L'Herne, 2007.
- Jours d'exils, archives Karéline, 3 tomes, Paris, 2010.
- Jours d'exil, éditions Héros-Limite, 2015. Cette publication contient, reliées en un volume, les trois parties de l'ouvrage.

### Notices
- Ressource relative au spectacle :   - Les Archives du spectacle
- Ressource relative à la vie publique :   - Maitron
- Notices dans des dictionnaires ou encyclopédies généralistes :   - Deutsche Biographie
  - Universalis
- Notices d'autorité :   - VIAF
  - ISNI
  - BnF (données)
  - IdRef
  - LCCN
  - GND
  - Pays-Bas
  - Israël
  - Portugal
  - WorldCat
- Système universitaire de documentation : bibliographie.
- Max Nettlau : notice biographique.
- L'Éphéméride anarchiste : notice.
- Centre International de Recherches sur l'Anarchisme (Lausanne) : notice bibliographique.